# Böhler Bruch-Kandelwiese
Böhler Bruch-Kandelwiese ist der Name eines knapp 35 ha großen Naturschutzgebiets südöstlich von Böhl-Iggelheim im Rhein-Pfalz-Kreis in Rheinland-Pfalz.

## Schutzzweck
Die wechselfeuchten Mähwiesen sowie der dazugehörige Mantel aus naturnahem Eichen- und Hainbuchenwald sollen aus ökologischen und wissenschaftlichen Gründen erhalten und gefördert werden. Der Lebensraum beherbergt seltene Arten und Pflanzengesellschaften.

## Lage und Geographie
Das Gebiet, bestehend aus Stromtalwiesen und Waldmantel, liegt rund 3 km südöstlich des Siedlungsgebietes von Iggelheim auf dem Speyerbachschwemmkegel. Es ist in zwei nicht zusammenhängende Flächen unterteilt, die 10,6 ha große Kandelwiese im Nordosten und das 23,9 ha große Böhler Bruch im Südwesten.